# Applikáta
A térbeli derékszögű koordináta-rendszerben egy pont helyét három adattal -koordináták- adjuk meg. Ezeket leggyakrabban az (x,y,z) rendezett hármassal jelöljük. Az első x-szel jelölt koordináta az abszcissza, a második y jelű az ordináta - a síkbeli koordináták mintájára.
Az applikáta a harmadik, z-vel jelölt koordináta neve. 
Az elnevezés a latin applicare = hozzáfűz, kiegészít jelentésű ige származéka, utalás arra, hogy a korábban ismert síkbeli rendszer általánosítása a 3D koordináta-rendszer.

## Példák
- A (12, -18, 21) pont applikátája 21.
- A (-7, 3, -8) pont applikátája -8.

## Lásd még
- Abszcissza
- Ordináta
- Koordináta-rendszer